# Буксгайм
Буксгайм (нім. Buxheim) — громада в Німеччині, розташована в землі Баварія. Підпорядковується адміністративному округу Верхня Баварія. Входить до складу району Айхштет.
Площа — 22,50 км2. Населення становить 3666 ос. (станом на 31 грудня 2020).